# Hipercalcemia
Hipercalcemia é um nível elevado de cálcio no sangue. (Concentrações normais: 9 - 10.5 mg/dL ou 2.2 - 2.6 mmol/L). A hipercalcemia é um problema clínico relativamente comum. Ocorre quando a entrada de cálcio na circulação excede a excreção de cálcio na urina ou deposição nos ossos. Isso ocorre quando há absorção óssea acelerada, absorção gastrointestinal excessiva, ou excreção renal diminuída de cálcio. Em algumas doenças, mais do que um mecanismo podem estar envolvidos. Como exemplos, o excesso de vitamina D aumenta tanto a absorção intestinal de cálcio, quanto a reabsorção óssea, e o hiperparatireoidismo primário aumenta a reabsorção óssea, reabsorção tubular de cálcio e a síntese renal de calcitriol (1,25-dihidroxivitamina D, o metabólito mais ativo da vitamina D) e a absorção intestinal de cálcio.
Entre todas as causas de hipercalcemia, hiperparatireoidismo primário e câncer são os mais comuns, correspondendo a cerca de 90% dos casos.

## Causas
Pode ser causada devido a uma liberação excessiva de cálcio a partir dos ossos, aumento da absorção intestinal de cálcio ou excreção renal de cálcio diminuída:

### Reabsorção óssea
- Hiperparatireoidismo primário;
- Hipercalcemia induzida por tumores (HIT);
- Tireotoxicose;
- Imobilização prolongada;
- Doença de Paget óssea;
- Uso de estrogênio ou antiestrogênico (p.e. tamoxifeno);
- Excesso de vitamina A;

### Absorção de cálcio
- Excesso de ingestão de cálcio;
- Síndrome milk-alkali;
- Excesso de vitamina D;

### Causas mistas
- Lítio;
- Diuréticos tiazídicos;
- Feocromocitoma;
- Insuficiência adrenal;
- Rabdomiólise e insuficiência renal aguda;
- Toxicidade à Teofilina;
- Hipercalcemia hipocalciúrica familiar;
- Deficiência congênita de lactase.

## Manifestações Clínicas
A hipercalcemia pode estar associada a um espectro de manifestações clínicas variando desde poucos ou nenhum sintoma, se a hipercalcemia é leve e/ou crônica, até coma, se for grave e/ou aguda. Os sinais e sintomas associados com a hipercalcemia são tipicamente independentes da sua causa.
Pacientes com hipercalcemia leve (cálcio < 12 mg/dL) podem ser assintomáticos, ou podem relatar sintomas não-específicos, como constipação, fadiga e depressão. Cálcio sérico de 12 a 14 mg/dL pode ser bem tolerado cronicamente, enquanto um aumento súbito para essas concentrações pode causar sintomas marcados, incluindo poliúria, polidipsia, desidratação, anorexia, náusea, fraqueza muscular e modificações no sensório. Em pacientes com hipercalcemia grave (cálcio > 14 mg/dL), geralmente há progressão dos sintomas. Conforme a concentração de cálcio aumenta, os sintomas podem se tornal graves e incluem fraqueza, dificuldade de concentração, confusão, estupor e coma.
A manifestação renal mais comum da hipercalcemia é a poliúria, devido ao defeito na habilidade de concentração da urina, levando À desidratação. Hipercalcemia crônica associada com hipercalciúria pode levar à nefrolitíase ou nefrocalcinose.
Embora incomum, hipercalcemia grave pode estar associada com arritmia cardíaca. A hipercalcemia crônica pode levar à deposição de cálcio nas válvulas cardíacas, artérias coronárias e fibras miocárdicas; hipertensão; e cardiomiopatia.

## Tratamento
- Pacientes com hipercalcemia assintomática ou sintomática leve (cálcio <12 mg/dL) não requerem tratamento imediato. Entretanto, devem ser aconselhados a evitar fatores que possam agravar a hipercalcemia, incluindo terapia com diuréticos tiazídicos e carbonato de lítio, depleção de volume, repouso prolongado no leito ou inatividade e dieta com alta quantidade de cálcio (>1000 mg/dia).
- Pacientes com hipercalcemia mais grave (cálcio >14 mg/dL) ou sintomática estão geralmente desidratados e requerem hidratação salina como terapia inicial.